# ويليام كوفمان
ويليام كوفمان (بالإنجليزية: William Kaufmann) هو أكاديمي أمريكي، ولد في 10 نوفمبر 1918 في مانهاتن في الولايات المتحدة، وتوفي في 14 ديسمبر 2008 في ووبرن في الولايات المتحدة.